# Cot Blang Lampeueng
Cot Blang Lampeueng är en kulle i Indonesien.   Den ligger i provinsen Aceh, i den västra delen av landet, 1 800 km nordväst om huvudstaden Jakarta. Toppen på Cot Blang Lampeueng är 152 meter över havet.
Terrängen runt Cot Blang Lampeueng är platt åt nordost, men åt sydväst är den kuperad.Runt Cot Blang Lampeueng är det ganska glesbefolkat, med 47 invånare per kvadratkilometer. Omgivningarna runt Cot Blang Lampeueng är en mosaik av jordbruksmark och naturlig växtlighet.